# Dean Koontz
Dean R. Koontz (n. 9 iulie 1945, Everett⁠(d), Pennsylvania, SUA) este un scriitor american de thriller, horror și science-fiction.

## Formare
Dean R. Koontz este fiul Florenței (născută Logue) și a lui Raymond Koontz, a povestit în interviuri că a fost bătut și abuzat în mod regulat de tatăl său alcoolic. Aceste evenimente  au influențat scrierile sale ulterioare  la fel și curajul mamei sale  de a  face față soțului ei.  În ultimul an la Shippensburg State College, a câștigat un concurs de ficțiune sponsorizat de revista Atlantic Monthly. După absolvire în 1967, a plecat să lucreze ca profesor de engleză la liceul Mechanicsburg, Pennsylvania.   
În anii 1960, Koontz a lucrat pentru Programul Appalachian Poverty, o inițiativă finanțată la nivel federal, concepută pentru a ajuta copiii săraci.  
A lucrat pe post de consilier pentru copiii defavorizați, apoi ca profesor de engleză. Dorința sa de a deveni scriitor a determinat-o pe soția lui, Gerda, să-i facã o propunere pe care nu a putut s-o refuze: „O să te susțin material timp de 5 ani și dacă nu reușești să devii scriitor în tot acest timp, nu o să reușești niciodată“. La sfârșitul celor cinci ani, Gerda a renunțat la slujbă pentru a se ocupa de cariera de scriitor a soțului ei.
Romanul Șoapte, publicat în 1980, este considerat primul său roman de succes. Cărțile autorului considerat de revista Rolling Stones drept „cel mai popular autor de cărți de suspans din Statele Unite“ au fost traduse în 38 de limbi și vândute în peste 400 de milioane de exemplare.

## Romane
- Star Quest (1968)
- The Flesh in the Furnace (1972)
- Chase (1972)
- Demon Seed (1973)
- Shattered (1973)
- Dragonfly (1975)
- Invasion (1975)
- Night Chills (1976)
- The Face of Fear (1977)
- The Vision (1977)
- The Key to Midnight (1979)
- The Voice of the Night (1980)
- The Funhouse (1980)
- Whispers (1980)
- The Mask (1981)
- The Eyes of Darkness (1981)
- The House of Thunder (1981)
- Phantoms (1983)
- Darkfall (1984)
- The Servants of Twilight (1984) 
  - ro.: Ucigași în numele Domnului (1994)[9]
- Twilight Eyes (1985)
- The Door to December (1985)
- Strangers (1986)
- Watchers (1987)
- Shadow Fires (1987)
- Lightning (1988)
- Midnight (1989)
- The Bad Place (1990)
- Cold Fire (1991)
- Hideaway (1992)
- Mr. Murder (1993)
- Dragon Tears (1993)
- Winter Moon (1994)
- Dark Rivers of the Heart (1994)
- Icebound (1995)
- Strange Highways (1995)
- Intensity (1996)
- Ticktock (1996)
- Sole Survivor (1997)
- Fear Nothing (1998)
- Seize the Night (1998)
- False Memory (1999)
- From the Corner of His Eye (2000)
- One Door Away from Heaven (2001)
- By the Light of the Moon (2002)
- The Face (2003)
- Odd Thomas (2003)
- The Taking (2004)
- Life Expectancy (2004)
- Prodigal Son (2005)
- Velocity (2005)
- City of Night (2005)
- Forever Odd (2005)
- The Husband (2006)
- Brother Odd (2006)
- The Good Guy (2007)
- The Darkest Evening of the Year (2007)
- Odd Hours (2008)
- Your Heart Belongs to Me (2008)
- Relentless (2009)
- Dead and Alive (2009)
- Breathless (2009)
- Lost Souls (2010)
- What the Night Knows (2010)
- The Dead Town (2011)
- 77 Shadow Street (2011)
- Odd Apocalypse (2012)
- Deeply Odd (2013)
- Innocence (2013)
- The City (2014)
- Saint Odd (2015)

## Traduceri
Romane apărute în România: 
- Șoapte
- Mr Murder
- Unicul supraviețuitor
- Trăiește noaptea
- În puterea nopții
- Chipul
- Invazia
- Sotul
- Fara indurare
- Zona Invizibila
- Masca
- Seria Frankenstein:
  - Fiul rătăcitor
  - Orașul Noptii
- Seria Odd Thomas
  - Odd Thomas (roman)
  - Odd pentru vecie
  - Noaptea lui Odd

## Ecranizări
- Demon Seed (1977) – MGM – cu Julie Christie, Fritz Weaver, Robert Vaughn
- The Passengers (1977) – MGM – cu Jean-Louis Trintignant (adaptare franceză a romanului Shattered)
- Laboratorul groazei (1988) – Universal Pictures – cu Corey Haim, Barbara Williams, Michael Ironside
- Whispers (1990) – Cinepix – cu Victoria Tennant, Chris Sarandon, Jean LeClere
- Watchers II (1990) – Concorde Pictures – cu Marc Singer, Tracy Scoggins
- The Face of Fear (1990) – CBS – cu Pam Dawber Lee Horsley, Kevin Conroy
- Servants of Twilight (1991) – Trimark – cu Bruce Greenwood
- Watchers 3 (1994) – Concorde Pictures – cu Wings Hauser
- Hideaway (1995) – Tristar Pictures – cu Jeff Goldblum, Christine Lahti, Jeremy Sisto, Alicia Silverstone
- Intensity (1997) – Fox – cu John C. McGinley, Molly Parker, Piper Laurie
- Mr. Murder (1998) – ABC – cu Stephen Baldwin, Thomas Haden Church, James Coburn
- Phantoms (1998) – Miramax/Dimension Films – cu Peter O'Toole, Ben Affleck, Rose McGowan, Joanna Going
- Watchers Reborn (1998) – Concorde Pictures – cu Mark Hamill
- Sole Survivor (2000) – Fox – cu Billy Zane, John C. McGinley, Gloria Reuben
- Black River (2001) – Fox – cu Jay Mohr, Stephen Tobolowsky
- Frankenstein (2004) – USA Network – cu Adam Goldberg, Parker Posey, Michael Madsen, Vincent Perez, Thomas Kretschmann [10]
- Odd Thomas (2013) – cu Anton Yelchin